# Johannes Schäfer
Johannes Schäfer   (Weißenfels, 20 de gener de 1928 - 30 de juny de 1996) va ser un organista alemany. Va ser conegut sobretot pels seus concerts i la seva feina com a professor d'orgue.

## Biografia
Johannes Hermann Ottomar Schäfer va assistir al "Musisches Gymnasium" de Frankfurt (Main) com a estudiant d'internat de 1939 a 1945 sota la direcció de Kurt Thomas. Va rebre classes de piano i va aprendre la flauta com a instrument secundari. Com a membre del cor, va participar en nombroses gires de concerts per Alemanya. En aquell moment, Schäfer lamentava molt que no fos possible fer classes d'orgue a l'institut de música perquè l'orgue sempre havia estat el seu instrument preferit. L'abril de 1945 es va tancar l'institut de música.
Llavors Schäfer va marxar a casa a peu amb un amic de l'escola. El juliol de 1945 va arribar amb la seva família a Altenweddingen. En aquesta època va prendre les seves primeres lliçons d'orgue amb l'organista de la catedral Gerhard Bremsteller a Magdeburg. Des d'octubre de 1945 va assistir a l'escola secundària municipal per a nois de Schönebeck, on es va graduar el setembre de 1946.
De 1947 a 1950 va estudiar música d'església a la Universitat Estatal de Música de Leipzig "Acadèmia Mendelssohn" i va aprovar l'examen A el 12 d'agost de 1950 amb una nota global de I. Entre els seus professors hi havia: Günther Ramin (òrgan), Robert Köbler (piano) i Johannes Weyrauch (teoria).
De 1950 a 1993 va treballar com a cantor i organista a la "Predigerkirche Erfurt". Schäfer va iniciar la construcció del nou orgue, que es va acabar el 1977. Juntament amb els orgues de la companyia Schuke de Potsdam, va crear un instrument ideal per a ell. "És una part de mi", diu Schäfer. "En contrast amb molts altres, tots els compositors es poden tocar al seu òrgan en un compromís acceptable", va dir Schäfer en una entrevista amb l'"Erfurter Stadtanzeiger".
El 1972, Schäfer va llançar una sèrie regular de concerts d'orgue a la Predigerkirche. Els concerts no només van ser interpretats per ell mateix, sinó també per altres organistes coneguts de casa i de fora. A més d'obres romàntiques, també es va proposar incloure obres contemporànies de, per exemple, Johannes Weyrauch, Petr Eben, György Ligeti, Johann Nepomuk David, Hugo Distler o Sigfrid Karg-Elert als programes.
Des de 1956, Schäfer va treballar com a professor d'orgue a l'Escola de Música de l'Església Evangèlica de Halle. Des de 1978 també va ocupar una plaça de professor per a classes d'orgue a la Universitat de Música "Franz Liszt" de Weimar i des de 1982 a la Universitat de Música "Felix Mendelssohn Bartholdy" de Leipzig. Els seus estudiants d'orgue més importants van ser Rolf Henry Kunz, Matthias Jacob, Emil Handke, Almuth Reuther, Michael-Christfried Winkler, Wolfgang Kupke i Matthias Dreißig.
Schäfer va treballar com a intèrpret en concerts d'orgue a casa i a l'estranger al llarg de la seva carrera, incloent-hi la Gewandhaus Leipzig, la Schauspielhaus de Berlín, la Semper Opera Dresden, la Thomaskirche Leipzig, a la República Federal d'Alemanya i a Polònia. A més de nombrosos enregistraments radiofònics, també va gravar dos discos. La Passacaglia en do menor (BWV 582) de Johann Sebastian Bach va ser gravada a l'orgue de la "Predigerkirche Erfurt" per a la televisió de la RDA (emès el 26 de desembre de 1983).
Entre els seus compositors especialment venerats hi havia Johann Sebastian Bach, Max Reger i Johann Nepomuk David. Schäfer va ser membre de la International Johann Nepomuk David Society. No només va tocar totes les obres d'orgue de David, sinó que també les va presentar en conferències.
Johannes Schäfer estava casat i era pare de cinc fills.

## Càrrecs
- Director de música de l'Església[5]
- Professor associat[6]

## Composicions
A: Preludis corals fàcils de l'Himnar de l'Església Evangèlica. Evangelische Verlagsanstalt, Berlín (Est) 1976.
- 243 Amb la caiguda d'Adam tot es corromp (preludi, entonació, orgue coral).
- 247 T'estimo molt, Senyor (entonació, orgue coral).
- 339 Que llueixi ara el sol brillant (Preludi I, entonació).
- 390 Desperta, desperta, país alemany (preludi, entonació, orgue coral).

## Discografia
- Bach, Orgelwerke 19, Choralbearbeitungen in Kirnbergers Sammlung BWV 690-713. Johannes Schäfer an der Silbermannorgel der Petrikirche zu Freiberg. VEB Deutsche Schallplatten Berlin (DDR) 1971.
- Die Schukeorgel der Predigerkirche zu Erfurt. Johannes Schäfer spielt Werke von Reger, Pachelbel und David. VEB Deutsche Schallplatten Berlin (DDR) 1981.